# Jonathan Villar
Pour les articles homonymes, voir Villar (nom de famille).
Jonathan Rafael Villar Roque (né le 2 mai 1991 à Concepción de La Vega, La Vega, République dominicaine) est un joueur d'arrêt-court des Ligues majeures de baseball.
Avec Milwaukee, il est champion voleur de buts des majeures en 2016 avec 62 buts volés.

## Carrière
Jonathan Villar signe son premier contrat professionnel en 2008 avec les Phillies de Philadelphie et amorce sa carrière en ligues mineures la même année. Il évolue toujours dans les mineures le 29 juillet 2010 lorsque les Phillies le transfèrent, avec le lanceur gaucher J. A. Happ et le voltigeur Anthony Gose, aux Astros de Houston contre le lanceur droitier Roy Oswalt.

### Astros de Houston
Villar fait ses débuts dans le baseball majeur avec Houston le 22 juillet 2013. Il réussit le jour même son premier coup sûr au plus haut niveau, contre le lanceur Tommy Milone des Athletics d'Oakland. Il maintient une moyenne au bâton de, 243 en 58 matchs des Astros en 2013 et frappe son premier coup de circuit en carrière le 10 septembre face au lanceur Joe Saunders, des Mariners de Seattle.
Le 30 juillet 2013, à son 8e match à peine dans les majeures, Villar réussit un vol du marbre à Baltimore contre les Orioles.
En 198 matchs des Astros joués de 2013 à 2015, Villar réussit 10 circuits et 42 vols de buts. Sa moyenne au bâton s'élève à, 236 et sa moyenne de présence sur les buts à, 300. Son dernier match pour les Astros est celui où il fait ses débuts en séries éliminatoires le 6 octobre 2015 lors du match de meilleur deuxième de la Ligue américaine : il entre en jeu comme coureur suppléant face aux Yankees de New York et vole un but.

### Brewers de Milwaukee
Le 19 novembre 2015, les Astros échangent Villar aux Brewers de Milwaukee contre le lanceur droitier des ligues mineures Cy Sneed.
Avec Milwaukee, il est champion voleur de buts des majeures en 2016 avec 62 buts volés.